# Урбани књижевни круг
Урбани књижевни круг (енгл. Urban Book Circle) је књижевно друштво са седиштем у Канади.
Урбани књижевни круг окупљао је писце и уметнике широм света кроз мултимедијалне презентације, синхронизовано деловање визуелне уметности и књижевности, награђивањем најбољих и најгорих, маратонским читањима поезије и промоцијама књига и часописа.

## Историјат
Урбани књижевни круг основали су Првослав Вујчић и Ђурађ Вујчић на Тривундан, 14. фебруара 2012. године. Убрзо након оснивања, одлучено је да се настави и прошири издавачка делатност кроз оснивање онлајн магазина „Circle UBC” и издавачке куће.
Неки од сарадника Урбаног књижевног круга били су Драгослав Бокан, Марина Булатовић Барни, Драги Ивић, Чарлс Кетер, Предраг Марковић, Љубодраг Симоновић, Ана Тасић и Јасмина Топић.
На грбу се, од 2018. године, налазио стилизовани трискелион. Од маја 2020. године, постојао је и у подкаст формату под називом The Urban Book Circle Show. Покретањем овог подкаста, Урбани књижевни круг је кроз интервјуе са разним јавним личностима настојао да промовише књижевност и визуелне уметности, рецензира књиге и филмове, покрива спортске догађаје као и да шири цивилизовани дискурс, промишљену дискусију и критичко размишљање.